# 髙橋誠 (放送作家)
髙橋 誠（たかはし まこと、1971年8月17日 ）は、日本の放送作家、作詞家、ラジオディレクター、音楽ディレクター、脚本家、実業家。

## 経歴
京都府乙訓郡向日町（現 京都府向日市）出身。同志社大学経済学部卒業。
1986年、高校生の時に地元のラジオ局でADのアルバイトを始めて以来、現在まで、ラジオ番組の制作を主な仕事としている。
2019年8月からは、ラジオパーソナリティグループ「Dream Zone」の活動の企画、運営にも関わり、グループの楽曲の全ての作詞も手掛けている。

## 人物
父親は、北海道文化放送で番組制作を担当し、その後、北海道新聞社で記者をしていた。母方の祖母は、女流詩人。そんな家庭環境もあってか、子供のころから、話すことよりも、文章を書くことの方が得意だった。
兄弟がいないため、人見知りで、内気な子供だったこともあり、1人で本を読むことが楽しみな子供だった。そんな彼の性格を理解していた両親は、とにかく習い事をさせた。3才から小学校5年生まで、ピアノ、そろばん、絵画、水泳、体操を習っていた。
小学5年生の時には、学校の授業で描いた絵が「計量図画・作文展」の京都市長賞を受賞している。その時に副賞としてもらった船の舵の形をした温度計は、その後しばらく自分の部屋に飾ってあった。
小学4年生の頃、両親は、当時一般に普及し始めてきたパーソナルコンピュータであるPC-8801mkIIとMSXを買い与える。全く新しい世界に興味を持ったこともあり、BASICのプログラミングを独学で勉強する。中学1年生の時には、通商産業省（現経済産業省）が主催するプログラミングコンテストで、化学実験のシュミュレーションのプログラムを作成し、最優秀賞を受賞。翌年の中学2年生の時には、部長を務めていた学校の数学部で、ハレー彗星の軌道計算シュミュレーションのプログラムを作成し、旺文社と富士通が主催の第1回プログラミングコンテストで、最優秀賞を受賞。この受賞は当時話題となり、「中一時代等」への掲載、京都新聞、KBS京都テレビのニュース番組「タイムリー10」でも取り上げられた。
中学3年生の12月に父親をすい臓がんで亡くし、母親1人で生計を立てるのは厳しいだろうと、高校1年生になったらすぐに、自分で地元の放送局のラジオ制作部に電話をして、アルバイトをしたいと申し出た。小学校の時から、音楽が大好きだったので、レンタルレコードを借りたり、当時のラジオで流行っていた電リク番組やカウントダウン番組から音楽を楽しんでいた。当時、父親を亡くして寂しかった気持ちを打ち消すように、寝る前にベッドに潜り込んで、枕元のラジカセから流れるラジオパーソナリティの声に励まされ、明け方まで聞き入っていた。「この時、ラジオから流れるパーソナリティの声がなかったら、今、この世にいなかったと思うし、あの時に生きる力を与えてくれたラジオに恩返しをしたいとの想いだけで、現在まで、ラジオの世界で仕事をし続けている。」と自身の著書で話している。

## 現職
- 株式会社Dream Stage 代表取締役[6]
- 株式会社Second Moon 取締役
- Star Bears株式会社 代表取締役

## 所属協会
- 日本アカデミー賞協会会員
- 日本放送作家協会会員[7]
- 日本作詞家協会会員[8]

## 制作、出演番組
- 全力!らじお女子☆彡[9]（ラジオ大阪 毎週火曜日 20:35 - 21:00）[10]
  - ねづっちのお笑い学校[9]
  - クロのフィルムの向こう側[9]
  - ジェフ・バーグランドの知らんけど…[9]
- Dream Zone の 今日も おけまる![9]（ウルトラFM 毎週金曜日 22:00 - 23:00）
- 朝からエンタメで笑(SHOW)![9]（STVラジオ） - 2023年4月25日終了
- Dream Zoneのそばにいてよね!（レインボータウンFM 毎月第2木曜日 20:00 - 21:00　生放送）
- M78からのカウントダウン[9]（ウルトラFM 毎月第2,4土曜日 14:00 - 16:00　生放送） - 出演は松明家五郎介休業時のみ